# Rakonczai Imre
Rakonczai Imre (Budapest, 1972. szeptember 1. –) magyar zenész, zeneszerző, szövegíró, Rakonczai Viktor testvére.

## Élete

### Ifjúsági évei labdarúgóként
Már kiskorában szeretett pingpongozni, teniszezni, valamint focizni. Ezért 1981-ben a Margitszigeti Atlétikai Centrumnál kezdett labdarúgó edzésekre járni. 1982-ben már a Ferencvárosi TC játékosa volt. Edzői Serli Sándor és Viczkó Tamás volt. Csapattársa volt például Sebők Vilmos, Lisztes Krisztián, Hrutka János, Vincze Ottó és Zavadszky Gábor.
Általános iskolai tanulmányait egy III. kerületi iskolában végezte. Középiskolai tanulmányait a Szent István Közgazdasági Szakközépiskola pénzügyi ügyintéző szakán végezte.
A középiskolai focicsapattal minden évben részt vettek külföldi tornákon (New York, Minneapolis, Rio de Janeiro, Sydney, Dél-Korea).
Amikor az USA-ban volt, vett egy szintetizátort, és elkezdett vele játszani. Szülei észrevették tehetségét, így 1988-ban beíratták Esze Jenő zongoratanárhoz, akihez 1994-ig járt.
Közben a Ferencvárosi TC csapatával 1990-ben megnyerték az Ifjúsági Magyar Bajnokságot, 1992-ben pedig a Junior Magyar Bajnokságot.
2 évvel később megsérült, így abba kellett hagyni a focizást.

### Zenei pályafutása
Ekkor kereste meg testvére, Rakonczai Viktor az alakuló V.I.P. együttessel kapcsolatban.
2001 tavaszán a V.I.P. feloszlott. Pár hónappal később testvérével folytatta tovább a zenélést immár R-Port néven, s azóta is zenélnek.

## Elismerések
- Kornay Mariann Művészeti Díj (2013)
- Fonogram Díj (2017)

## Albumai

### V.I.P. (együttes)
- V.I.P. (1997)
- Keresem a lányt (1998)
- Szükségem van rád (1999)
- Csak Neked (2000)
- Best of (2001)

### R-Port
- Akarom, hogy rám találj (2001)

Rakonczai Imre
Elszáll a gondom  (2012)
Ajándék (2013)
Az éjszaka fényei (2016)